# Diecezja Teixeira de Freitas-Caravelas
Diecezja Teixeira de Freitas-Caravelas (łac. Dioecesis Taxensis-Carabellensis) – diecezja Kościoła rzymskokatolickiego w Brazylii. Należy do metropolii São Salvador da Bahia  wchodzi w skład regionu kościelnego Nordeste III. Została erygowana przez papieża Jana XXIII bullą Omnium Ecclesiarum w dniu 21 lipca 1962 jako diecezja Caravelas. W 1983 do nazwy dołączono człon Teixeira de Freitas.